# 石倉孝昭
石倉 孝昭（いしくら たかあき、1925年（大正14年）6月23日 - 2019年（令和元年）11月19日）は、昭和から平成初期の地方公務員、政治家。松江市長。

## 経歴
島根県松江市出身。中央大学法学部卒。1945年、松江市役所に入る。総務部長を経て、助役に就任する。1986年松江市総合文化センター館長になる。1989年の松江市長選挙に立候補して当選する。1993年の市長選挙で再選を目指したが、宮岡寿雄に敗れた。2011年、旭日双光章受章。
2019年11月19日、内臓疾患のため自宅で死去。94歳没。死没日をもって正六位に叙される。